# پارک ملی ارچیپیلگو فرناندز
پارک ملی ارچیپیلگو فرناندز (به اسپانیایی: Parque nacional Archipiélago de Juan Fernández) یک پارک ملی در شیلی است که در استان والپارایزو واقع شده‌است.